# Ernährungssicherstellungs- und -vorsorgegesetz
Das deutsche Ernährungssicherstellungs- und -vorsorgegesetz (ESVG) wurde als Art. 1 des Gesetzes zur Neuregelung des Rechts zur Sicherstellung der Ernährung in einer Versorgungskrise vom 4. April 2017 verabschiedet und trat am 11. April 2017 in Kraft. Es soll einheitliche Regelungen für militärische wie nicht militärische Krisenfälle schaffen sowie die Versorgungsplanung und Bevorratung von Lebensmitteln darauf abstimmen. Es ist Teil der Sicherstellungs- und Vorsorgegesetze.

## Entstehungsgeschichte
Vorläufer des ESVG waren das Ernährungssicherstellungsgesetz (ESG) von 1965 und das Ernährungsvorsorgegesetz (EVG) von 1990.
Das ESG sollte die Bedarfsdeckung der Zivilbevölkerung und der Streitkräfte im Verteidigungsfall (Art. 115a GG) sicherstellen (§ 1 ESG). Ziel des EVG war es, eine ausreichende Versorgung mit Erzeugnissen der Ernährungs- und Landwirtschaft für den Fall einer friedenszeitlichen Versorgungskrise zu sichern (§ 1 EVG), etwa durch Natur- und Umweltkatastrophen, Tierseuchen größeren Ausmaßes, massive Störungen der Weltmärkte bei landwirtschaftlichen Produkten oder Unfälle in chemischen und kerntechnischen Anlagen. Dies war durch das Reaktorunglück in Tschernobyl deutlich geworden, das zu einer großflächigen radioaktiven Kontamination von Boden, Pflanzen und Tieren geführt hatte.
Nachdem der Bundesrechnungshof in seinem Bericht an das Bundesministerium für Ernährung, Landwirtschaft und Verbraucherschutz vom 15. September 2011 in beiden Rechtsbereichen grundlegende Schwachstellen festgestellt und empfohlen hatte, die Grundlagen der Ernährungsnotfallvorsorge und -sicherstellung zu überdenken, wurden beide Gesetze im neuen Ernährungssicherstellungs- und -vorsorgegesetz zusammengeführt.
Die Ernährungswirtschaftsmeldeverordnung (EWMV) und die Ernährungsbewirtschaftungsverordnung (EBewiV) wurden aufgehoben.

## Inhalt
Gemäß § 1 Abs. 1 des Gesetzes liegt eine Versorgungskrise vor, 
1. die Deckung des lebensnotwendigen Bedarfs an Lebensmitteln in wesentlichen Teilen des Bundesgebietes ernsthaft gefährdet ist
a) im Spannungsfall nach Art. 80a des Grundgesetzes oder im Verteidigungsfall nach Art. 115a des Grundgesetzes oder
b) infolge einer Naturkatastrophe, eines besonders schweren Unglücksfalles, einer Sabotagehandlung, einer wirtschaftlichen Krisenlage oder eines sonstigen vergleichbaren Ereignisses und
2. diese Gefährdung ohne hoheitliche Eingriffe in den Markt nicht, nicht rechtzeitig oder nur mit unverhältnismäßigen Mitteln zu beheben ist.
 Stellt die Bundesregierung fest, dass eine solche Krise eingetreten ist, so können verschiedene staatliche Lenkungsmaßnahmen erlassen werden, um die Folgen der Krise abzuwenden.
Gemäß § 16 ESVG ist bei Enteignungen durch Geldzahlungen zu entschädigen mit dem für vergleichbare Leistungen im Wirtschaftsverkehr üblichen Entgelt.
Als Naturkatastrophe kann auch eine Pandemie gelten.